# یواس‌اس مدوکس (دی‌دی-۷۳۱)
یواس‌اس مدوکس (دی‌دی-۷۳۱) (به انگلیسی: USS Maddox (DD-731)) یک کشتی بود که طول آن ۱۱۴٫۸ متر (۳۷۷ فوت) بود. این کشتی در سال ۱۹۴۴ ساخته شد.